# Erich Beer
Erich Beer (Neustadt bei Coburg, 9 dicembre 1946) è un allenatore di calcio ed ex calciatore tedesco occidentale, di ruolo centrocampista.

## Palmarès

### Giocatore

#### Competizioni internazionali
- Coppa Piano Karl Rappan: 4

Herta Berlino: 1971, 1973, 1976, 1978